# 毛叶腺萼木
毛叶腺萼木（学名：Mycetia sinensis f. trichophylla）为茜草科腺萼木属腺萼木下的一个变型。

## 扩展阅读
- 維基物種上的相關：毛叶腺萼木